# Al-Ma'ida

Al-Ma'ida w kaligrafii arabskiej

Al-Ma'ida (arab. ‏سورة المائدة‎, pol. Stół zastawiony) – to piąta sura Koranu. Jest to sura medyńska. Składa się ze 120 aja. Głównymi tematami są misje Jezusa i Mojżesza, jak również wina Żydów i chrześcijan, którzy wypaczyli ich przesłanie. Sura docenia jednak pokorę i uczciwość chrześcijańskich zakonników.
Sura al-Ma'ida zawiera również przepisy dotyczące pożywienia.

## Ważne wersety
- 5:3 Jego tematem jest żywność zakazana w islamie:

Zakazane wam jest: padlina, krew i mięso świni; to, co zostało poświęcone na ofiarę w imię czegoś innego niż Boga; zwierzę zaduszone, zabite od uderzenia, zabite na skutek upadku, zabite na skutek pobodzenia i to, które pożerał dziki zwierz – chyba że zdołaliście je zabić według rytuału – i to, co zostało ofiarowane na kamieniach. I nie wolno wam się dzielić, wróżąc za pomocą strzał, bo to jest bezbożnością. Dzisiaj ci, którzy nie wierzą, są zrozpaczeni z powodu waszej religii. Nie obawiajcie się ich, lecz obawiajcie się Mnie! Dzisiaj udoskonaliłem dla was waszą religię i obdarzyłem was w pełni Moją dobrocią; wybrałem dla was islam jako religię. Kto jednak będzie zmuszony w czasie głodu, nie będąc skłonnym dobrowolnie do grzechu... – zaprawdę, Bóg jest przebaczający, litościwy!
- 5:32' Potępia morderstwo:

Z tego to powodu przepisaliśmy synom Izraela: „Ten, kto zabił człowieka, który nie popełnił zabójstwa i nie szerzył zgorszenia na Ziemi, czyni tak, jakby zabił wszystkich ludzi. A ten, kto przywraca do życia człowieka, czyni tak, jakby przywracał do życia wszystkich ludzi.” 
- 5:109 Potwierdza, że tylko Bóg ma wiedzę o rzeczach ukrytych:

Przyjdzie dzień, iż Bóg zwoła Proroków i pytać ich będzie, co ludy im odpowiedziały, na ich napominania. Panie! odpowiedzą prorocy, nauka nie jest naszym udziałem, Ty sam znasz ich skrytości.